# Булонь-сюр-Мер-2 (кантон)
Булонь-сюр-Мер-2 (фр. Boulogne-sur-Mer-2) — кантон во Франции, находится в регионе О-де-Франс, департамент Па-де-Кале. Входит в состав округа Булонь-сюр-Мер.

## История
Кантон образован в результате реформы 2015 года. В его состав вошли упраздненный кантон Булонь-сюр-Мер-Сюд, коммуна Ле-Портель и южная половина города Булонь-сюр-Мер.

## Состав кантона
В состав кантона входят коммуны (население по данным Национального института статистики за 2018 г.):
- Бенктён (1 293 чел.)
- Булонь-сюр-Мер (18 100 чел.) (южная половина)
- Ле-Портель (9 157 чел.)
- Сен-Мартен-Булонь (11 226 чел.)
- Эшенген (386 чел.)

## Политика
На президентских выборах 2022 г. жители кантона отдали в 1-м туре Марин Ле Пен 34,4 % голосов против 26,7 % у Эмманюэля Макрона и 18,1 % у Жана-Люка Меланшона; во 2-м туре в кантоне победила Ле Пен, получившая 53,4 % голосов. (2017 год. 1 тур: Марин Ле Пен – 28,7 %, Жан-Люк Меланшон – 21,6 %, Эмманюэль Макрон – 21,0 %,  Франсуа Фийон – 14,1 %; 2 тур: Макрон – 53,2 %. 2012 год. 1 тур: Франсуа Олланд — 33,3 %, Марин Ле Пен — 22,4 %, Николя Саркози — 21,8 %; 2 тур: Олланд — 59,4 %).
С 2021 года кантон в Совете департамента Па-де-Кале представляют мэр города Ле-Портель Оливье Барбарен (Olivier Barbarin) и член совета города Сен-Мартен-Булонь Сандра Мийе (Sandra Mille) (оба — Разные левые).
|                | Кандидаты                     | Партия                   | Первый тур | Первый тур     | Второй тур | Второй тур |
| Кол-во голосов | Кандидаты                     | Партия                   | % голосов  | Кол-во голосов | % голосов  |            |
| -------------- | ----------------------------- | ------------------------ | ---------- | -------------- | ---------- | ---------- |
|                | Оливье Барбарен Сандра Мийе   | Разные левые             | 4 601      | 44,81          | 7 660      | 100,00     |
|                | Паскаль Лебон Жан-Клод Этьенн | Социалистическая партия  | 3 198      | 31,15          | —          | —          |
|                | Антуан Голлио Анна Леду       | Национальное объединение | 1 630      | 15,87          |            |            |
|                | Алексис Бернамон Гиймет Фесси | Европа Экология Зелёные  | 839        | 8,17           |            |            |

|                | Кандидаты                       | Партия                  | Первый тур | Первый тур     | Второй тур | Второй тур |
| Кол-во голосов | Кандидаты                       | Партия                  | % голосов  | Кол-во голосов | % голосов  |            |
| -------------- | ------------------------------- | ----------------------- | ---------- | -------------- | ---------- | ---------- |
|                | Паскаль Лебон Жан-Клод Этьенн   | Социалистическая партия | 4 622      | 33,76          | 7 217      | 56,84      |
|                | Антуан Голлио Мари-Клод Зьеглер | Национальный фронт      | 4 250      | 31,05          | 5 481      | 43,16      |
|                | Жак Ланнуа Фабьян Шошуа         | Разные правые           | 2 959      | 21,62          |            |            |
|                | Жизель Гори Пьер Коппен         | Разные левые            | 1 181      | 8,63           |            |            |
|                | Режин Флао Легран Шарли Фонтен  | Коммунистическая партия | 677        | 4,95           |            |            |